# The Kissing Booth 3
The Kissing Booth 3 ist eine US-amerikanische romantische Filmkomödie aus dem Jahr 2021 unter der Regie von Vince Marcello nach einem Drehbuch von Marcello und Jay Arnold. Der Film ist die Fortsetzung und Vollendung der Filmreihe The Kissing Booth und The Kissing Booth 2 aus den Jahren 2018 bzw. 2020, die auf den Kissing-Booth-Büchern von Beth Reekles basiert. Der Film wurde am 11. August 2021 von dem Video-on-Demand-Portal Netflix im Original veröffentlicht. Joey King, Joel Courtney und Jacob Elordi spielen wieder die Hauptrollen.

## Handlung
Nach einem Roadtrip nach ihrem Schulabschluss hat sich Elle noch nicht entschieden, ob sie nach Berkeley oder Harvard gehen soll – obwohl Noah bereits plant, für die beiden eine Wohnung außerhalb des Campus in Harvard zu bekommen. Als Noah und Lees Eltern verkünden, dass sie das Strandhaus verkaufen, in dem sie ihre gesamte Kindheit verbrachten, bieten Elle, Noah, Lee und Lees Freundin Rachel an, den Sommer dort zu verbringen, um beim Verkauf zu helfen. Lee zeigt Rachel seine Pläne, sich in den gemeinsamen Semesterferien zu sehen, während Elle plötzlich mit einer Deadline von Berkeley konfrontiert wird. Sie beschließt, mit Noah nach Harvard zu gehen, was Lee verärgert – er wollte mit ihr in Berkeley studieren –, doch Elle verspricht, es wieder gutzumachen, indem sie den Sommer damit verbringt, ihre Strand-Bucket-Liste mit verschiedenen Aktivitäten zu machen.
Noahs Freundin Chloe, von der Elle einst dachte, dass Noah mit ihr eine Affäre hatte, kommt am Strandhaus an, während Marco, den Elle einst geküsst hat, einen Job in der Gegend bekommt. Während eines Tages im Wasserpark geraten Noah und Marco aneinander, was Noah dazu veranlasst, auf Elle einzuwirken; sie merke nicht, dass Marco noch Gefühle für sie hege. Die Spannungen zwischen Elle und Noah eskalieren, als Elle ihre Zeit zwischen Lee und Noah aufteilen will. Zur gleichen Zeit kämpft Elle damit, die neue Freundin ihres Vaters, Linda, ebenfalls eine Freundin ihrer verstorbenen Mutter, zu akzeptieren, weil sie befürchtet, dass sie sie ersetzen könnte. Nachdem einerseits Noah von Chloe, die mit der Scheidung ihrer Eltern zurechtkommen muss, dazu aufgefordert worden ist, mit Elle zu sprechen und um sie zu kämpfen, und andererseits Elle sich bei Marco ihre Sorgen von der Seele geredet hat, vertragen sich Noah und Elle wieder bei einem gemeinsamen Tanz. Marco taucht auf der Party zum 4. Juli auf, wo Noah ihm vorwirft, noch Gefühle für Elle zu hegen, woraufhin er Noah schlägt, aber Noah weigert sich, zurückzuschlagen. Marco gesteht Elle, dass Noahs Vorwurf stimmt, doch sie weist ihn zurück. In dieser Nacht streitet Elle mit ihrem Vater um Linda und wirft ihm Egoismus vor. Er antwortet ihr wütend, dass er viele Opfer für sie und ihren Bruder Brad gebracht habe und dass sie nicht die einzige sei, die es verdiene, geliebt zu werden. «Du hast [...] keine Ahnung, wie sehr Du mich eben enttäuscht hast», tadelt er sie.
Ohne zu wissen, dass Noah ihren Brief an Berkeley gelesen hat, geht Elle zu ihm. Noah befürchtet, dass sie nur seinetwegen nach Harvard geht, was er bereuen würde, rät ihr, sich nochmals in Berkeley zu bewerben, und macht deshalb Schluss mit Elle, obwohl sie sich weiterhin ihre Liebe beteuern. Mit gebrochenem Herzen verpasst Elle einen Punkt auf ihrer Bucket-Liste mit Lee, um Dance Dance Revolution zu spielen. Lee meint ihr gegenüber, er spiele für Elle immer nur die zweite Rolle hinter Noah, woraufhin sie ihm antwortet, dass er erwachsen werden solle und dass alle ihre Entscheidungen in diesem Sommer darauf gerichtet gewesen seien, alle glücklich zu machen. Noah und Lees Mutter sagt Elle, dass sie anfangen sollte, darüber nachzudenken, «was du eigentlich willst» und dementsprechend ein College zu wählen. Chloe und Elle sprechen über Noah, während sie sich verabschieden, während Rachel ihr Gespräch belauscht. Nachdem sie realisiert hat, welche Probleme Elle und Noahs Beziehung hat, macht Rachel Schluss mit Lee, obwohl sie hofft, dass sie eines Tages wieder zusammenkommen können.
Elle versöhnt sich mit ihrem Vater und akzeptiert Linda, nachdem sie gesehen hat, wie glücklich ihr kleiner Bruder bei ihr (Linda) ist. Marco entschuldigt sich bei Elle und erklärt ihr, er wolle für ein Jahr nach New York als Musiker zu ziehen, und sie verabschieden sich freundschaftlich. Anschließend versöhnt sich Elle mit Lee und erklärt ihm, dass sie sich (zu) lange zugunsten von Noah und Lee zurückgenommen habe, sodass sie für sich noch nicht herausgefunden habe, was sie glücklich mache. Lee und Noah sprechen sich über Elle aus: Sie beschließt, sich an der University of Southern California zu bewerben und Game Design zu studieren. Inspiriert von Elle, beschließt Noahs und Lees Mutter, das Strandhaus nicht zu verkaufen.
Sechs Jahre später entwickelt Elle ihr eigenes Spiel. Sie und Lee bleiben eng befreundet und besuchen die schicksalhafte Kissing Booth auf dem Schulfest. Außerdem sind Lee und Rachel wieder zusammen und verlobten sich nach dem College. Wenig später trifft Elle Noah (vermutlich) zum ersten Mal seit ihrer Trennung, wo er offenbart, dass er Stellenangebote in Anwaltskanzleien in Los Angeles und New York hat. Noah schlägt vor, eine Motorradtour zu machen, wenn er wieder in der Stadt ist, woraufhin Elle einwilligt. Sie gehen getrennte Wege, blicken aber aufeinander zurück.
In der Abschlussszene sieht man Elle und Noah, die auf ihren Motorrädern die Küste Kaliforniens entlangfahren und dabei lachen und sich amüsieren.

## Besetzung und Synchronisation
| Schauspieler              | Rollenname     | Synchronsprecher          |
| ------------------------- | -------------- | ------------------------- |
| Joey King                 | Rochelle Evans | Alice Bauer               |
| Joel Courtney             | Lee Flynn      | Maximilian Artajo         |
| Jacob Elordi              | Noah Flynn     | Amadeus Strobl            |
| Maisie Richardson-Sellers | Chloe Winthrop | Yvonne Greitzke           |
| Taylor Zakhar Perez       | Marco Peña     | Karim El Kammouchi        |
| Molly Ringwald            | Mrs. Flynn     | Diana Borgwardt           |
| Meganne Young             | Rachel         | Mia Diekow                |
| Stephen Jennings          | Mike Evans     | Uwe Büschken              |
| Bianca Amato              | Linda          | Claudia Urbschat-Mingues  |
| Morné Visser              | Mr. Flynn      | Robert Glatzeder          |
| Bianca Bosch              | Olivia         | Moira May                 |
| Zandile Madliwa           | Gwyneth        | Friedel Morgenstern       |
| Camilla Wolfson           | Mia            | Jodie Blank               |
| Carson White              | Brad Evans     | Felix Ebert               |
| Judd Krok                 | Ollie          | Lasse Dreyer              |
| Frances Sholto-Douglas    | Vivian         | Nicole Hannak             |
| Sanda Shandu              | Randy          | Jeremias Koschorz         |
| Trent Rowe                | Melvin         | Rainer Fritzsche          |
| Joshua Eddy               | Tuppen         | Constantin von Jascheroff |
| Nathan Lynn               | Cameron        | Sam Bauer                 |
| Cameron Scott             | Ashton         | Fabian Oscar Wien         |

## Produktion
Im Juli 2020 wurde bekannt gegeben, dass der dritte Film heimlich parallel zum zweiten gedreht wurde (Back-to-back-Filmproduktion), mit King, Elordi, Courtney, Perez, Richardson-Sellers und Young. Marcello führt erneut Regie mit einem Drehbuch, das er zusammen mit Jay Arnold geschrieben hat.

## Kritiken
Auf Rotten Tomatoes hat der Film eine Zustimmungsrate bei Kritikern von 25 %, basierend auf 20 Bewertungen, mit einer durchschnittlichen Bewertung von 3,6/10. Metacritic, das einen gewichteten Durchschnitt verwendet, ermittelte für den Film eine Punktzahl von 36 von 100 basierend auf 8 Kritiken, was auf «im Allgemeinen ungünstige Kritiken» hindeutet.
Natalia Winkleman von der New York Times nannte The Kissing Booth 3 «ein passendes, wenn auch fades Finale». Kate Erbland von IndieWire gab dem Film eine Note 4+ und kritisierte die Charaktere und die Regie des Films. Sie schrieb: «King haucht Elle weiterhin Leben ein, selbst wenn sie lächerliche, unreife Entscheidungen trifft, während Elordi nur noch wütend aussieht und Courtney mit ernsthaften Tränenzicken beladen ist.» Sie schrieb, die Serie als Ganzes «könnte einen erwachseneren, ehrlichen Blick auf das Leben von Teenagern liefern, aber sie zieht es vor, zurück in keusches, völlig unreifes Terrain zu ziehen». Monica Castillo von RogerEbert.com verlieh dem Film 1,5/4 Sterne und schrieb: «Zu Marcello und Co-Autor Jay S. Arnolds Anerkennung, es gibt eine Handvoll Überraschungen, die einigen der eher erwarteten jugendlichen Rom-Com Tropen trotzen. Aber der Rest ist eine Menge der gleichen Teenager-romantischen Trübsal, die wir schon gesehen haben».
Peter Debruge von Variety schrieb: «Es gibt jede Menge Fan-Service . . . aber auch ein spät kommendes Identitätsgefühl, das dieser Junk-Food-Fortsetzung gerade genug Nährwert verleiht, um den jungen Zuschauern zu helfen, ihre eigenen Prioritäten nach der Highschool zu überdenken».